# Steinbach an der Steyr
Steinbach an der Steyr osztrák község Felső-Ausztria Kirchdorf an der Krems-i járásában. 2019 januárjában 1993 lakosa volt. 

## Elhelyezkedése

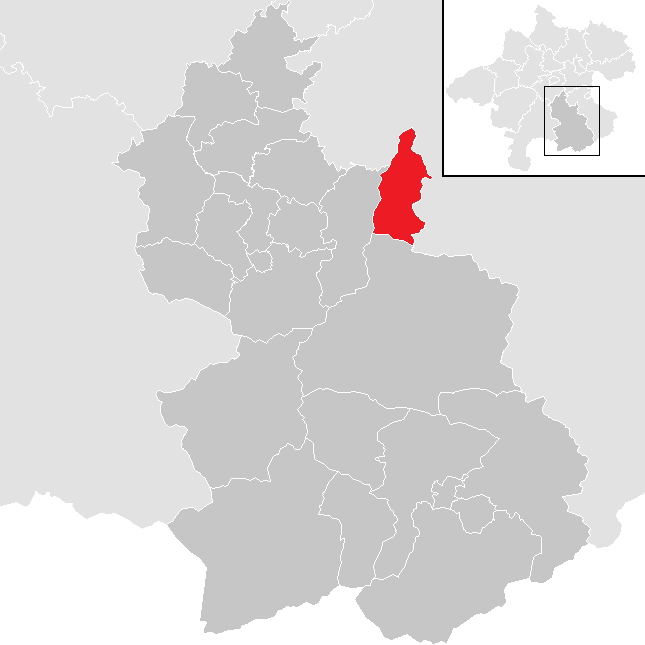
Steinbach an der Steyr a Kirchdorf an der Krems-i járásban

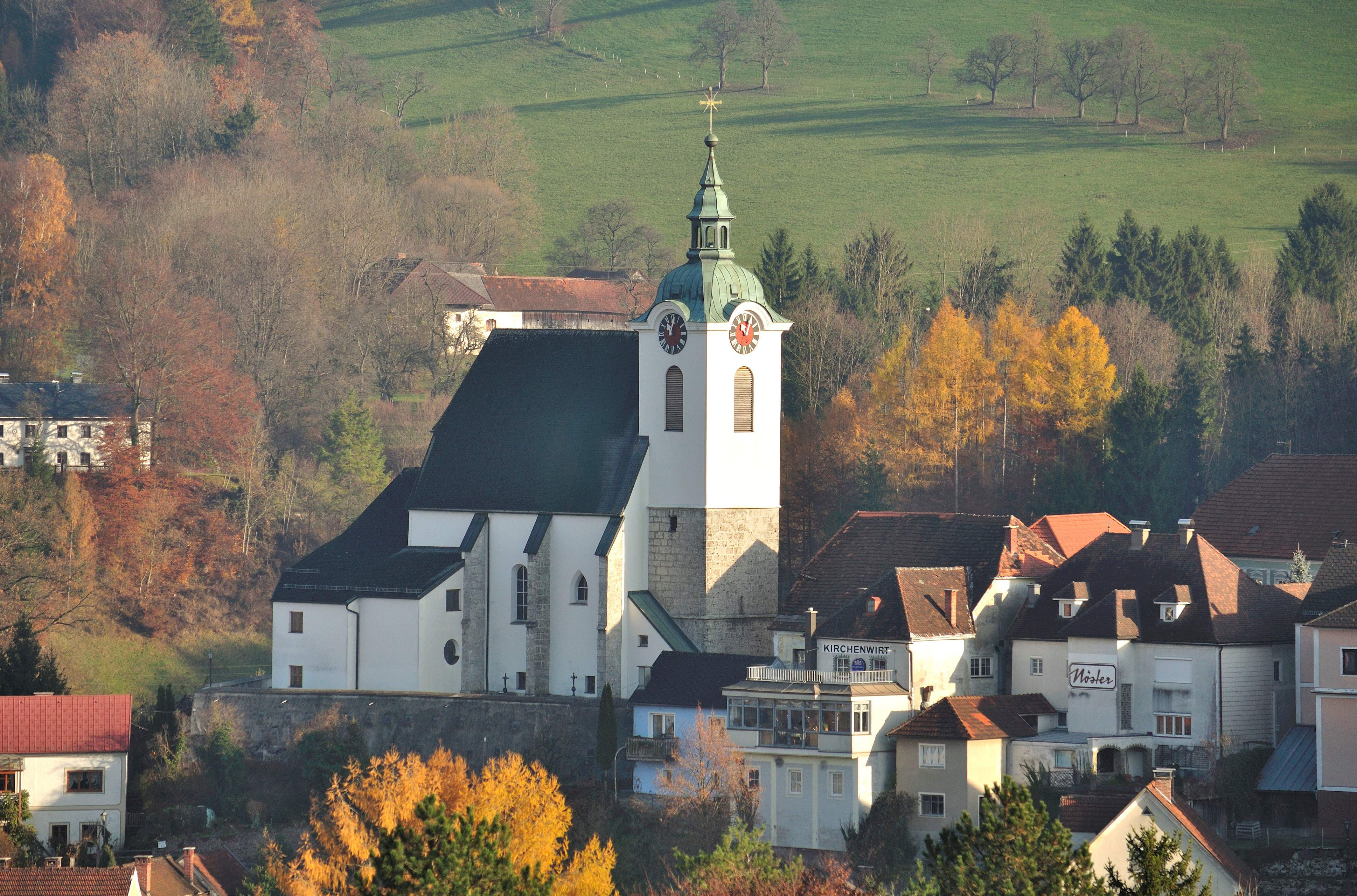
A Szt. Bertalan-plébániatemplom

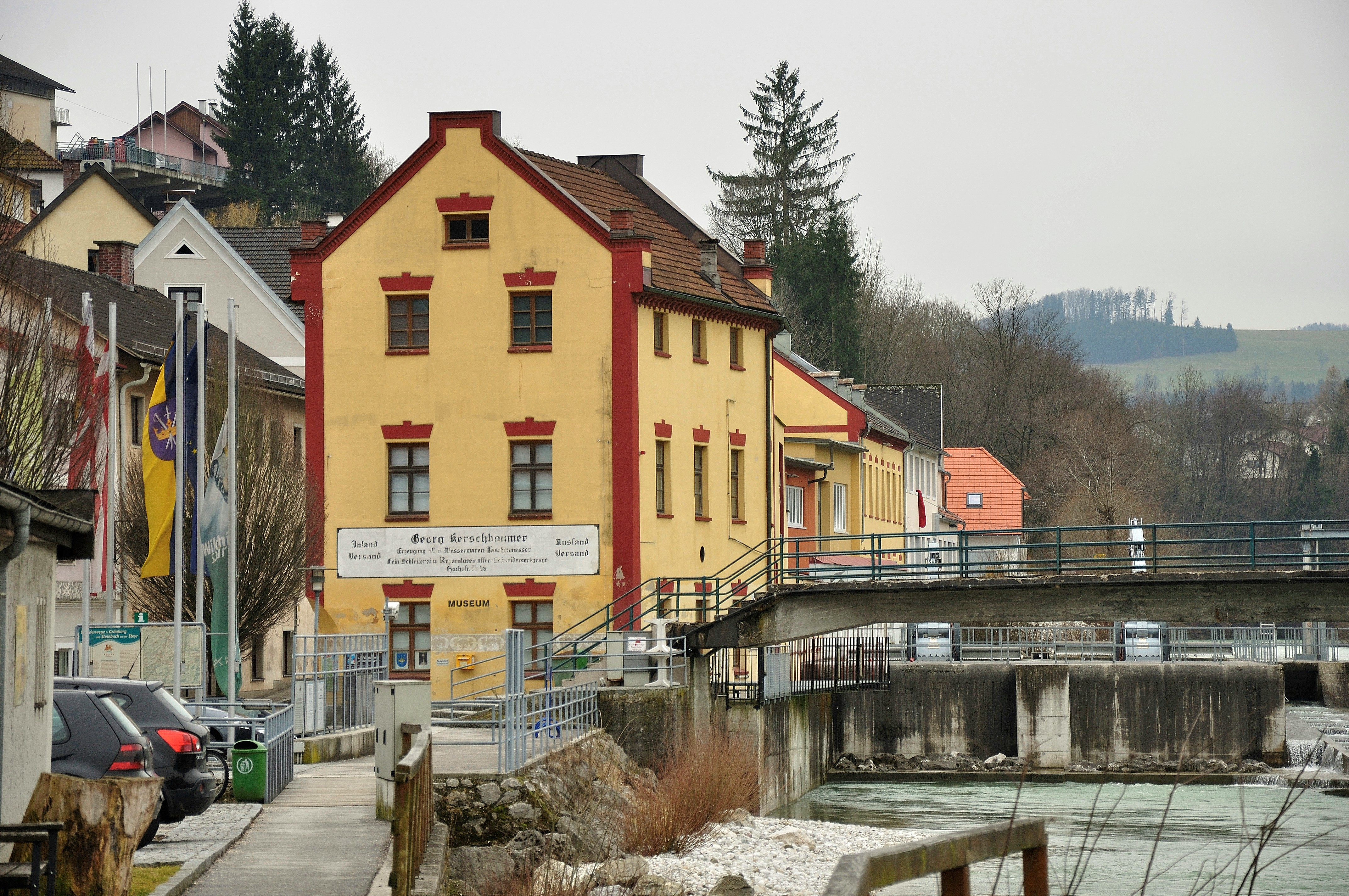
A késkészítő múzeum

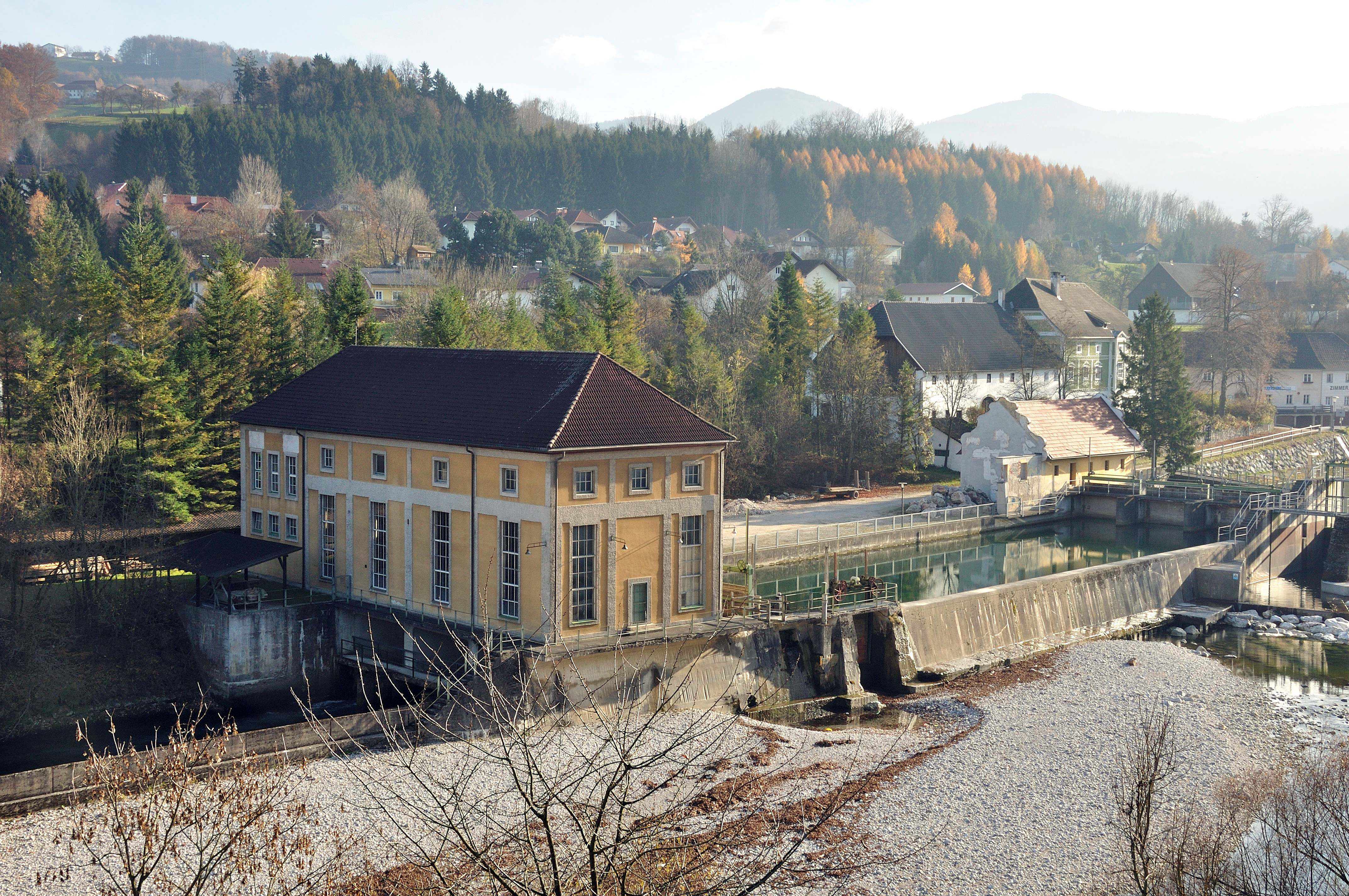
Az ipari műemlék steinbachi vízierőmű

Steinbach an der Steyr Felső-Ausztria Traunviertel régiójában fekszik a Steyr folyó jobb partján. Legmagasabb pontja a Hochbuchberg (1273 m). Területének 36%-a erdő és 53,7% áll mezőgazdasági művelés alatt. Az önkormányzat 4 településrészt, illetve falut egyesít: Forstau (288 lakos 2019-ben), Pieslwang (287), Steinbach an der Steyr (883) és Zehetner (535). 
A környező önkormányzatok: délre Molln, nyugatra Grünburg, északnyugatra Waldneukirchen, északkeletre Aschach an der Steyr, keletre Ternberg.

## Története
Az ember legkorábbi nyomai Steinbach területén a neolitikus korból származnak. A kora középkorban III. Tasziló herceg telepített be bejorokat az akkor főleg szlávok lakta térségbe. Steinbach első írásos említésére 1130 körül került sor a garsteni kolostor birtokkönyvében. 
A 11. században Ottokar von Steyr idejében a régió a stájer őrgrófsághoz került, amelyet a 12. század végén (akkor már hercegségként) megörököltek az osztrák herceg Babengergek. Ekkor a mai templom közelében állt egy kisebb erőd, amely azonban a 13. század végén elvesztette stratégiai jelentőségét és köveit a templom építésénél használták fel.
A lakosság elsősorban mezőgazdasággal, ezen kívül pedig ércfeldolgozással foglalkozott. Messzire visszanyúló hagyományai voltak a késkészítésnek, bár a mesterek nagy része a protestánsok üldöztetései miatt a 17. században Németországba vándorolt. A falu a középkor során több uradalomhoz – steyri, garsteni, losensteini, pernsteini és feyreggi – is tartozott.
1918-tól Steinbach Felső-Ausztria tartomány része. Miután a Német Birodalom 1938-ban annektálta Ausztriát, az Oberdonaui gauba osztották be, majd a második világháború után visszakerült Felső-Ausztriához. Steinbach a háború után az amerikai megszállási zónához tartozott.

## Lakosság
A Steinbach an der Steyr-i önkormányzat területén 2019 januárjában 1993 fő élt. A lakosságszám 1869 óta 1850-2000 között ingadozik. 2017-ben a helybeliek 96,1%-a volt osztrák állampolgár; a külföldiek közül 1,2% a régi (2004 előtti), 1,2% az új EU-tagállamokból érkezett. 2001-ben a lakosok 92,7%-a római katolikusnak, 1,8% evangélikusnak, 1,7% mohamedánnak, 3,4% pedig felekezeten kívülinek vallotta magát. Ugyanekkor a legnagyobb nemzetiségi csoportot a német (98,1%) mellett a törökök alkották 1,4%-kal.
A lakosság számának változása:

| 2016 | 2 038 |
| 2018 | 2 009 |

## Látnivalók
- a Szt. Bertalan-plébániatemplom késő gótikus épülete 1460-ban készült el, 1692-ben barokkizálták.
- a nosztalgiavasútként működő egykori Steyrtalbahn vasútvonal
- a késkészítő múzeum

## Fordítás
- Ez a szócikk részben vagy egészben  a   Steinbach an der Steyr című német Wikipédia-szócikk ezen változatának fordításán alapul.  Az eredeti cikk szerkesztőit annak laptörténete sorolja fel. Ez a jelzés csupán a megfogalmazás eredetét és a szerzői jogokat jelzi, nem szolgál a cikkben szereplő információk forrásmegjelöléseként.